# Minamoto no Yoshitsune
En aquest nom japonès, el cognom és Minamoto.
Minamoto no Yoshitsune (源 義経) (1159 - 15 de juny de 1189) va ser un general del clan Minamoto del Japó que va viure en els darrers anys del període Heian i a inicis del període Kamakura. És un dels samurais més destacats de la història japonesa, ja que és conegut per ser una de les peces clau dins del clan Minamoto en recuperar els fracassos militars que va tenir el mencionat clan en els tres anys anteriors i en derrotar i aniquilar en tan sols un any el fins aleshores dominant clan Taira, durant les Guerres Genpei el 1185.
Amb aquesta victòria, els Minamoto consolidaren el seu poder com a clan dominant del Japó, i un germà gran d'en Yoshitsune, en Minamoto no Yoritomo, va fundar aquell mateix any el shogunat Kamakura, el qual dona inici al primer shogunat del país i marca la transició del poder de les classes cortesanes a les classes guerreres, que es convertirien en el poder altern que rivalitzaria a l'Emperador del Japó, relegat com a dirigent cerimonial i religiós durant els propers 700 anys.